# Татуированный
«Татуиро́ванный» (фр. Le Tatoué) — совместный франко-итальянский кинофильм, комедия.

## Сюжет
Господин Фелисьен Мезре (Луи де Фюнес) — «коллекционер» картин, покупает, продает. У него есть свой художник Дюбуа, у которого он делает заказы. Однажды, придя к нему и сделав очередной заказ, он увидел пожилого мужчину, который в этот момент переодевался. На его спине Мезре заметил уникальную татуировку, сделанную рукой самого Модильяни. А обладателем оказался бывший легионер по имени Легран (Жан Габен).
Мезре находит покупателей для татуировки, заламывает астрономическую сумму в 500 миллионов франков и уверяет их, что не сегодня завтра они станут обладателями лоскута кожи с произведением великого Модильяни, аккуратно вырезанного со спины легионера, а сам отправляется к Леграну, чтобы уговорить его продать «живой» шедевр. Но мсье Легран оказывается очень своенравным господином, абсолютно не проявляющим интерес к материальным ценностям и денежным знакам, и наотрез отказывается обсуждать продажу татуировки. Интерес к сделке появляется у него только лишь, когда Мезре обещает отремонтировать его загородный домик, который уже давно нуждается в капитальном ремонте. Получив с Мезре расписку, Легран предлагает, не теряя времени, поехать и осмотреть домик.
И тут Мезре ожидает удар: «домик» оказывается полуразрушенным средневековым замком, а его владелец Легран — последним представителем старинного графского рода де Монтиньяк. Выхода нет — Мезре обязан отреставрировать дворянское гнездо. Наняв местных ремонтников и проведя несколько насыщенных событиями дней в замке, галерист отправляется в Париж на встречу с покупателями-американцами. Те же тем временем ведут переговоры с Бостонским музеем о продаже татуировки за два миллиона долларов и решают договориться с Леграном без Мезре, для чего отправляют в замок двух детективов. Но граф де Монтиньяк дал слово дворянина Фелисьену Мезре и не может его нарушить. Таким образом, предложение американцев отклоняется, и Мезре остается посредником сделки, которая также накладывает обязательства и на Леграна — ему предписывается особый режим, диета и занятия спортом для поддержания «товарного вида» татуировки. Мезре берется помочь Леграну и становится его спарринг-партнёром. Постепенно они становятся друзьями, и Мезре понимает, насколько бедной была его прежняя жизнь, единственной целью которой было зарабатывание денег.

## Съёмки
Съёмки проводились в настоящем замке — замке Палюэль (фр.) в Перигоре.